# 中山久四郎
中山 久四郎（なかやま　きゅうしろう、1874年2月10日－1961年9月7日）は、日本の東洋史学者。学位は、文学博士（東京帝国大学・1925年）。東京高等師範学校教授・東京文理科大学教授を歴任。

## 経歴
1874年、長野県北佐久郡馬瀬口村（現御代田町）で生まれた。長野県尋常中学校、官立第一高等中学校を経て、東京帝国大学文科史学科に入学1899年に卒業し、同大学大学院で東洋史学を専攻した。その後、ドイツに留学。
1905年、広島高等師範学校教授に就任。1907年、東京高等師範学校教授となり、1929年からは東京文理科大学教授。退官後は満州国軍学校に勤務したが帰国し、東京帝国大学、日本大学、駒澤大学、明治大学等で講師を務めた。文部省の教員検定委員、視学委員となり、教育行政にも助力。歴史研究会長として1926年雑誌『歴史教育』を創刊。戦時中は休刊したが、戦後の1953年に復刊させた。

## 研究内容・業績
東洋史の教育的普及に努め、辞典など工具書の編集にも携わった。
中山久四郎旧蔵書ならびに書簡
東京都立図書館に中山の旧蔵書が文庫として収蔵されている。また、徳富蘇峰宛の書簡8通が残り、徳富蘇峰記念館に収蔵されている。

## 家族・親族
- 実父：中山信太郎も長野県人。
- 養父：中村弥六は林学者、元司法次官。
- 長女：中山二三子は、南洋拓殖社長を務めた下田文一の妻。
- 兄：中山禎次郎は金融関係者で、長野県多額納税者[5][6]。

## 著作
著書
- 『東洋史講座 第1巻 総論及史籍問題』雄山閣 1929
- 『支那史籍上の日本史　大日本史講座』雄山閣 1930
- 『東洋史講座 第4巻 東洋文化渾成時代』雄山閣 1930
- 『東洋史講座 第5巻　北方民族躍動時代』雄山閣 1930
- 『歴史及歴史教育』共立社書店 1930
- 『支那の人文思想』春秋社 1931
- 『読史広記』章華社 1933
- 『史学及東洋史の研究』賢文館 1934
- 『日本文化と儒教』刀江書院(歴史教育叢書) 1935
- 『山鹿素行』北海出版社(日本教育家文庫) 1937
- 『支那の今戦場を語る』日本外交協会 1938
- 『満洲大豆考』満洲冨山房 1944
- 『新東洋史』富士書店 1949

共著編
- 『十八史略新釈』塩野新次郎共著 弘道館、1930
- 『世界印刷通史』龍粛共著 三秀舎 1930
- 『参考東洋歴史』佐藤恵共編 立川書店 1931
- 『和英併用ペン字草書入新式実用辞典』編 郁文舎 1932
- 『和英併用新式辞典』編 河野成光館 1932
- 『日本現存文廟』編 斯文会 1935

- 『東洋史辞典』編 雄山閣 1935
- 『日本先哲叢書』第1 聖教要録・配所残筆・武教小学・武教本論、山鹿素行校註、広文堂書店 1936
- 『戦陣訓本義』井上哲次郎共著 広文堂書店 1941
- 『模範辞典』編 金鈴社 1951
- 『神武天皇と日本の歴史』編 小川書店 1961
- 『国語辞典』金園社 1963

## 参考資料
- 「日本人名大辞典」日外アソシエーツ
- 榎一雄1974「中山久四郎博士の学績」『東洋文庫書報』6